# Мергим Маврај
Мергим Мустафа Маврај (алб. Mërgim Mustafë Mavraj; Ханау, 9. јун 1986) албански је бивши професионални фудбалер који је играо на позицији центархалфа. Рођен у Немачкој, између 2012. и 2022. наступао је за репрезентацију Албаније.